# Skilbrum
Skilbrum (také Skil Brum) je hora vysoká 7 410 m n. m. v pohoří Karákóram na hranici mezi Pákistánem ovládaném územím Gilgit-Baltistán a autonomní oblastí Sin-ťiang v Čínské lidové republice. Vrchol leží asi 9 km jihozápadně od K2.

## Prvovýstup
V roce 1957 Rakušané Marcus Schmuck a Fritz Wintersteller vylezli jako první na vrchol v alpském stylu. Dne 18. června se vydali ze základního tábora na Broad Peak v nadmořské výšce 4 950 m, postavili tábor v 6 060 m a na druhý den se dostali na vrchol. Do rána se vrátili do základního tábora. Na celé stoupání od základního tábora až po vrchol a zpět oba horolezci potřebovali pouze 53 hodin.